# Edwin de Kruyff
Edwin de Kruyff (Bilthoven, 30 januari 1970) is een Nederlands voormalig profvoetballer, die in zijn carrière onder meer uitkwam voor FC Utrecht en BV Veendam. De aanvaller stopte in 2001.

## Carrière
De Kruyff begon te voetballen bij amateurclub FAK uit De Bilt. Zijn professionele carrière startte hij in 1987 bij FC Utrecht, waar hij 8 seizoenen zou spelen. De aanvaller scoorde nooit meer dan 3 doelpunten per seizoen, uitgezonderd het seizoen 1993-1994, toen hij met 7 doelpunten clubtopscorer werd.
In de winterstop van het seizoen 1994-1995 vertrok De Kruyff naar het noorden, om achtereenvolgens voor Emmen, FC Groningen en BV Veendam te spelen. Bij laatstgenoemde club speelde hij zes jaar, waarna hij na het seizoen 2000-2001 een punt achter zijn loopbaan zette.
Later speelde de Bilthovenaar bij FC De Bilt, waarin zijn jeugdclub FAK gefuseerd is. Tevens is hij werkzaam bij de spelersvakbond VVCS als spelersbegeleider.
Edwin de Kruyff wordt per 1 april 2008 hoofd van de scouting van FC Utrecht. De oud-voetballer volgt Nol de Ruiter op, die het wat rustiger aan wil gaan doen. De Ruiter blijft wel scouten, maar draagt zijn coördinerende taken over aan De Kruijff, die een driejarig contract tekent. In 2012 werd hij tevens manager spelerszaken. Hij verliet Utrecht eind 2015.
In november 2016 werd De Kruyff aangesteld als technisch manager bij N.E.C..Na de degradatie van N.E.C. vertrok hij in mei 2017 al weer bij de Nijmeegse club.

## Statistieken
| Seizoen | Club          | Wedstrijden | Goals | Competitie     |
| ------- | ------------- | ----------- | ----- | -------------- |
| 1987/88 | FC Utrecht    | 12          | 0     | Eredivisie     |
| 1988/89 | FC Utrecht    | 20          | 3     | Eredivisie     |
| 1989/90 | FC Utrecht    | 33          | 2     | Eredivisie     |
| 1990/91 | FC Utrecht    | 32          | 3     | Eredivisie     |
| 1991/92 | FC Utrecht    | 26          | 1     | Eredivisie     |
| 1992/93 | De Graafschap | 14          | 2     | Eerste divisie |
|         | FC Utrecht    | 3           | 0     | Eredivisie     |
| 1993/94 | FC Utrecht    | 32          | 7     | Eredivisie     |
| 1994/95 | FC Utrecht    | 19          | 0     | Eredivisie     |
|         | Emmen         | 11          | 2     | Eerste divisie |
| 1995/96 | FC Groningen  | 17          | 1     | Eredivisie     |
| 1996/97 | FC Groningen  | 12          | 0     | Eredivisie     |
|         | BV Veendam    | 9           | 2     | Eerste divisie |
| 1997/98 | BV Veendam    | 31          | 5     | Eerste divisie |
| 1998/99 | BV Veendam    | 22          | 2     | Eerste divisie |
| 1999/00 | BV Veendam    | 7           | 3     | Eerste divisie |
| 2000/01 | BV Veendam    | 19          | 3     | Eerste divisie |